# コンガマトー
コンガマトー (Kongamato) は、アフリカで目撃されている未確認動物（UMA）。

## 概要
鳥類かあるいはコウモリあるいは翼竜のような外見で、体毛や羽毛は無くくちばしには歯が生えている。体長は1.5〜2.0mほど。北ローデシア（南西アフリカ）で目撃されている。地域によって呼び名が異なり、アイラリ、バジ・クイ、ガゴウラ・ゴウとも呼ばれる。
フランク・メーランド (Frank Melland) は、1923年に、その著書『Witchbound Africa』で、英領北ローデシアのMwinilunga地区にある湿地帯に生息し、小さなボートを襲う大変危険な生物として紹介している。体は赤く、翼長は4から7フィートに及ぶとしている。現地人は、メーランドの所有していた恐竜図鑑の中の翼竜の絵を見て「コンガマトーだ」とおののいたという。
1932年には、アメリカの動物学者で「オーパーツ」という言葉を作ったことで知られるアイヴァン・サンダーソンがカメルーンのアスンボ山の峡谷で鋭い嘴に歯がある怪物に空から襲われた。彼は怪物から逃れるために川に飛び込んだ。彼はすぐさま拳銃で撃ったがすでに怪物は飛び去った後で、からくも助かったという。彼曰く「ワシよりも巨大で、長い嘴とそこに生えた歯、嘴をカチカチと鳴らし、翼長3・5メートルもある翼で羽ばたいて急降下してきた。喉のあたりの肉垂れが印象的で、この生物を原住民はオリチアウと呼んで恐れていたがコンガマトーと同じであろう」とサンダーソンは述べている。この話には別バージョンが存在する。サンダーソンが上空を飛ぶ謎の生物を撃ち落とし、それを拾いに川に入った時にコンガマトーらしき生物に上空から襲われたと言う話である。ちなみに川に落ちたコンガマトーはサンダーソンによれば、すでに川に流されてしまっていたと言う。
1956年には、エンジニアのJ.P.F.ブラウンが、現在のザンビアのバングウェウル湖付近でこの生き物を見たと言われている。午後6時頃に、二頭がゆっくりと静かに、頭上をまっすぐ通過したという。彼は、原始時代の生き物のように見えたと言っている。彼によれば、目撃した生き物の翼長は約3から3.5フィート、体長は約4.5フィートだったということである。長細い尾と、犬の鼻のようなとがった頭を持っていたという。
翌年には、現地の病院に、胸に重傷を負った患者が、バングウェウルで大きな鳥に襲われたと訴える出来事があった。襲ってきた生き物の絵を描くよう求められると、果たして翼龍のような絵を描いたという。この絵は現在は残っていないということである｡
この場所は、バードウォッチングに適した主要な場所として宣伝されているが、バードウォッチャーから、このような大きな生き物が見られたという報告がされたことはない。
類似した生き物の報告は、アンゴラ、ジンバブエ、コンゴ、ナミビア、タンザニア、ケニアでもされている。

## 正体
正体として絶滅した空飛ぶ爬虫類翼竜の生存説がよく取り上げられる。懐疑論者は「鳥類が繁栄する現代に、果たして翼竜が生き残れるのか」という疑問を投げかけており、アフリカに住むサイチョウなどの鳥の誤認、オオコウモリの新種説があげられる。未確認動物学者のアイヴァン・サンダーソンはコンガマトーの正体として未確認の大型ウマヅラコウモリを挙げており、動物学者で未確認動物学者のベルナール・ユーヴェルマンスも同様な説を採っている。